# Castaibert (aviones)

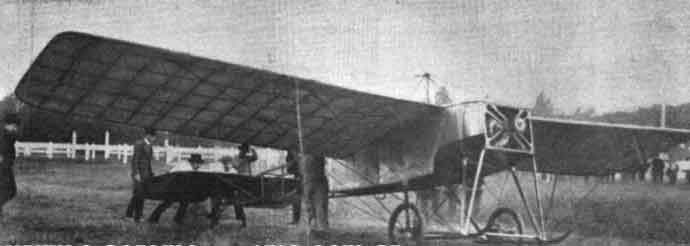
Castaibert 913-IV

La serie de monoplanos Castaibert fueron diseñados y construidos por Paul (Pablo) Castaibert, un francés que vivía en la Argentina, en los años antes y durante la Primera Guerra Mundial. Sus diseños se inspiraron en los aviones que había visto en Francia.

## Versiones

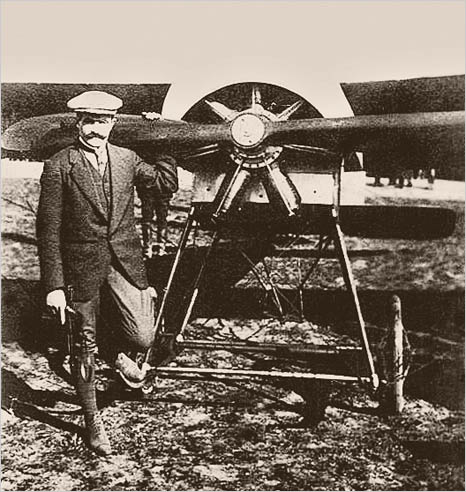
Pablo Castaibert

Castaibert 910-I
Construidos en 1910, no era capaz de volar.
Castaibert 911-II
Construido en 1911.
Castaibert 912-III
Construido en 1912.
Castaibert 913-IV
Construido en 1913. Al menos cinco entregados a la Escuela Militar de Aeronáutica en Uruguay. Actualmente en reparación en el Museo Aeronáutico.
Castaibert 914-V
Construido en 1914.
Castaibert 915-VI
Construido en 1915.
Castaibert 915-VII
Construido en 1915.